# 貞夫人安東張氏

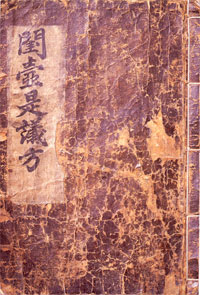
飲食知味方（表紙）

貞夫人安東張氏（チョンブインアンドンチャンッシ、朝鮮語: 정부인안동장씨、1598年12月21日〈陰暦: 11月24日〉 - 1680年8月1日〈陰暦: 7月7日〉）は、朝鮮の文人。本名は張 桂香（チャン・ゲヒャン、장계향）。
朝鮮中期の料理法を記した《飲食知味方（原文: 음식디〈現代朝鮮語では지〉미방）》を執筆した。

## 生涯
1598年12月21日、慶尚道 安東府（現: 安東市）にて、宋明理学者の張興孝の娘として生まれた。貞夫人は彼女の爵位で、死後息子の李鉉一が正二位に上がり貞夫人に追贈された。 1616年に参奉・李時明と結婚し、6男2女をもうけた。 退渓学統を継承した学者の李輝一と、粛宗の時の南人の理論家の一人である葛岩・李玄逸が彼の息子である。 1680年に死亡し、1690年に息子の玄一の栄貴により正人に追贈された。

## 著書
彼女の作品として『飲食知味方』と『猛虎図』そして詩9篇が伝わっている。 『飲食知味方』は家の嫁と娘にだけ伝わってきたもので、宗婦を通じて伝えられ、その他の嫁や娘は原本を受け継ぐことができず、ただし筆写本を写し取ることができるよう許可した。 朝鮮時代中期の様々な料理法が記された『飲食知味方』は1910年になって偶然一般に公開された。